# 주오정 (이바라키현)
주오정(十王町)은 이바라키현 다가군에 위치했던 정이다. 현재의 히타치시 북부에 해당한다. 2004년 11월 1일에 히타치시에 편입되었다.

## 지리
- 재의 히타치시 북부에 위치한다.
- 태평양에 면하다.
- 정내에는 주오강이 흐른다.
- 마을은 다가 산지의 일부에 위치한다.
- 일본에서 한 군데밖에 없는 가마우지 포획지.

## 역사
- 1897년 2월 25일 - 가와지리 역(현재의 주오 역)이 개업하였다.
- 1955년 2월 11일 - 구시가타촌. 구로사키촌. 다카하기시 도모베를 합병해 주오촌이 성립하였다.
- 1956년 1월 1일 - 정으로 승격하였다.
- 2004년 11월 1일 - 히타치시에 편입돼 소멸하였다.

## 교통

### 철도
- 동일본 여객철도 조반선

### 도로
- 국도 제6호선
- 국도 제461호선